# Stančić (priimek)
Stančić je priimek več znanih ljudi:
- Miljenko Stančić (1926—1977), hrvaški slikar
- Nikša Stančić (*1938), hrvaški zgodovinar in akademik
- Svetislav Stančić (1895—1970), hrvaški pianist, klavirski pedagog in skladatelj